# Reba Cameron
Pour les articles homonymes, voir Cameron.
Rebecca G. Cameron, connue comme Reba G. Cameron, née en 1885 au Canada et morte en 1959, est une infirmière de l'Armée des États-Unis qui a reçu, en 1923, l'Army Distinguished Service Medal pour son travail hospitalier militaire lors de la Première Guerre mondiale. Elle a également travaillé aux Philippines et au Japon.

## Carrière
À partir de 1911, Reba G. Cameron occupe le poste de surintendante des infirmières et ergothérapeute au Taunton State Hospital, l'hôpital psychiatrique de la ville de Taunton, Massachusetts. Elle forme les infirmières aux nouvelles méthodes d'ergothérapie et publie divers articles sur cette discipline dans des journaux infirmiers,. Pendant la Première Guerre mondiale, elle apprend aux patients à coudre et tricoter pour soutenir ceux qui sont dans le besoin.
Elle détient le grade de premier-lieutenant dans le Corps médical et infirmier de l'Armée des États-Unis durant la Première Guerre mondiale et travaille d'abord comme infirmière en chef au General Hospital de Plattsburgh, New York puis au Debarkation Hospital de Hampton, Virginie. Pour son encadrement et ses actions durant le conflit, elle figure parmi les 24 infirmières à avoir été récompensée par la Army Distinguished Service Medal en 1923.
Reba Cameron déménage en Californie après la guerre et travaille comme infirmière de l'armée à San Francisco et aux Philippines,. Dans le cadre d'une mission humanitaire, elle se rend au Japon après le séisme du Kantō de 1923. Elle dirige le service ergothérapie du Letterman Army Hospital au Presidio de San Francisco.

## Vie privée
En 1933, Cameron se retire du Corps médical et infirmier de l'Armée des États-Unis pour cause d'infirmité. Elle passe ses dernières années à Redlands, Californie et meurt en 1959, à l'âge de 74 ans.